# باول كولين (مصرفي)
باول كولين (بالإنجليزية: Paul Alfred Cullen)‏ هو ضابط وفلاح أسترالي، ولد في 13 فبراير 1909 في نيوكاسل في أستراليا، وتوفي في 7 أكتوبر 2007.